# Вревен, Стейн
Стейн Вревен (нидерл. Stijn Vreven; род. 18 июля 1973, Хасселт) — бельгийский футболист и тренер.

## Карьера
Начинал свою взрослую карьеру в «Мехелен». Затем играл за нидерландский «Утрехт» и выступавший в немецкой Бундеслиге «Кайзерслаутерн». В 2007 году у футболиста был диагностирован сахарный диабет первого типа, однако несмотря на заболевание, защитник продолжил свою карьеру. Её он завершил почти в 40 лет в качестве играющего тренера в клубе низшей лиги «Эсперанса» (Пельт).
Был игроком молодежной сборной Бельгии. Позднее провёл два матча за главную национальную команду страны.
В качестве наставника работал с бельгийскими коллективами, нидерландской «НАК Бреда» и словацкий «Тренчин». В конце мая 2024 года Вревен возглавил литовский «Паневежис».

### Матчи и голы за сборную
| Матчи и голы Стейна Вревена за национальную сборную Бельгии | Матчи и голы Стейна Вревена за национальную сборную Бельгии | Матчи и голы Стейна Вревена за национальную сборную Бельгии | Матчи и голы Стейна Вревена за национальную сборную Бельгии | Матчи и голы Стейна Вревена за национальную сборную Бельгии | Матчи и голы Стейна Вревена за национальную сборную Бельгии | Матчи и голы Стейна Вревена за национальную сборную Бельгии |
| №                                                           | Дата                                                        | Оппонент                                                    | Счёт                                                        | Голы                                                        | Соревнование                                                |                                                             |
| ----------------------------------------------------------- | ----------------------------------------------------------- | ----------------------------------------------------------- | ----------------------------------------------------------- | ----------------------------------------------------------- | ----------------------------------------------------------- | ----------------------------------------------------------- |
| 1                                                           | 21 августа 2002                                             | Польша                                                      | 1:1                                                         | —                                                           | Товарищеский матч                                           |                                                             |
| 2                                                           | 7 сентября 2002                                             | Болгария                                                    | 2:0                                                         | —                                                           | Отборочный турнир ЧЕ-2004                                   |                                                             |

Итого: 2 матч / 0 голов; 0 побед, 1 ничья, 1 поражение.

## Достижения
- Обладатель Кубка Нидерландов (1): 2002/03[8].
- Финалист Кубка Нидерландов (1): 2001/02.